# It's Time to Pay the Fiddler
«It's Time to Pay the Fiddler» es una canción interpretada por el cantante estadounidense Cal Smith. Fue publicada en noviembre de 1974 como el sencillo principal de su álbum del mismo nombre.

## Antecedentes, escritura y lanzamiento
En 1970, Cal Smith firmó con Decca Records y su popularidad se disparó rápidamente, comenzando con su éxito top 10 de 1972, «I've Found Someone of My Own». Comenzó a grabar canciones escritas por algunos de los compositores de country más importantes de la industria; en marzo de 1973, su versión de «The Lord Knows I'm Drinking» del cantante Bill Anderson se convirtió en su primer éxito número uno. Cuando Decca se convirtió en MCA Records en 1973, disfrutó de sus mayores éxitos. En 1974, grabó dos de sus grandes éxitos, «Country Bumpkin» y «It's Time to Pay the Fiddler», esta última siendo escrita por Don Wayne junto con el productor Walter Haynes. La canción se grabó en Bradley's Barn, un estudio ubicado en Mount Juliet, Tennessee. «It's Time to Pay the Fiddler» se publicó en noviembre de 1974 como el sencillo principal de su álbum del mismo nombre.

## Recepción de la crítica
Un escritor no especificado de Billboard llamó a «It's Time to Pay the Fiddler» “una buena balada, que él interpreta con habilidad”.

## Rendimiento comercial
En Estados Unidos, «It's Time to Pay the Fiddler» debutó en el número 76 de la lista Hot Country Singles de Billboard durante la semana que terminó el 7 de diciembre de 1974, donde se desempeñó como el segundo debut más alto de la edición. Después de escalar de manera constante la lista durante trece semanas consecutivas, encabezó la lista el 1 de marzo de 1975, donde desplazó el doble sencillo de Tom T. Hall, «I Care/Sneaky Snake», de la posición más alta. «It's Time to Pay the Fiddler» salió de la lista Hot Country Singles el 22 de marzo en la posición número 43; en total, pasó dieciséis semanas consecutivas entre los rankings de la lista.
Fuera del país natal de Smith, el sencillo tuvo un éxito comercial similar. En Canadá, «It's Time to Pay the Fiddler» debutó en el puesto número 41 de la lista RPM Country Playlist durante la semana que terminó el 1 de febrero de 1975, donde se desempeñó como el segundo debut más alto de la edición. En su sexta semana en la lista, «It's Time to Pay the Fiddler» alcanzó el número uno que anteriormente ocupaba la canción «Devil in the Bottle» de T. G. Sheppard. «It's Time to Pay the Fiddler» salió de la lista Country Playlist el 5 de abril en la posición número 35; en total, pasó nueve semanas consecutivas entre los rankings de la lista.

## Lista de canciones
7-inch single – MCA-40335
1. «It's Time to Pay the Fiddler» – 3:38
2. «Love Is the Foundation» – 2:41

## Posicionamiento

### Gráfica semanal
| Gráfica (1975)                                 | Pico de posición |
| ---------------------------------------------- | ---------------- |
| Canadá (RPM Country Playlist)                  | 1                |
| Estados Unidos (Billboard Hot Country Singles) | 1                |
| Estados Unidos (Cash Box Country Top 75)       | 1                |

### Gráfica de fin de año
| Gráfica (1975)                                 | Pico de posición |
| ---------------------------------------------- | ---------------- |
| Estados Unidos (Billboard Hot Country Singles) | 7                |
| Estados Unidos (Cash Box Country Top 75)       | 2                |